# 伯夫龙河畔讷安
伯夫龍河畔讷安（法語：Neung-sur-Beuvron，法語發音：[nœ̃ syʁ bøvʁɔ̃]）是法国卢瓦-谢尔省的一个市镇，属于罗莫朗坦-朗特奈区。

## 地理
伯夫龙河畔讷安（47°32'7"N, 1°48'17"E）面积63 平方千米，位于法国中央-卢瓦尔河谷大区卢瓦-谢尔省，该省份为法国中北部省份，北起厄尔-卢瓦省，东北接卢瓦雷省，东南接谢尔省，南至安德尔省，西南接安德尔-卢瓦尔省，西北接萨尔特省。
与伯夫龙河畔讷安接壤的市镇（或旧市镇、城区）包括：索洛涅地区拉马罗勒、塔罗讷河畔肖蒙、博阿尔奈堡、马西伊昂戈、米朗赛、索洛涅地区蒙特里约、圣维亚特尔、索洛涅地区韦尔努、伊瓦勒马龙。

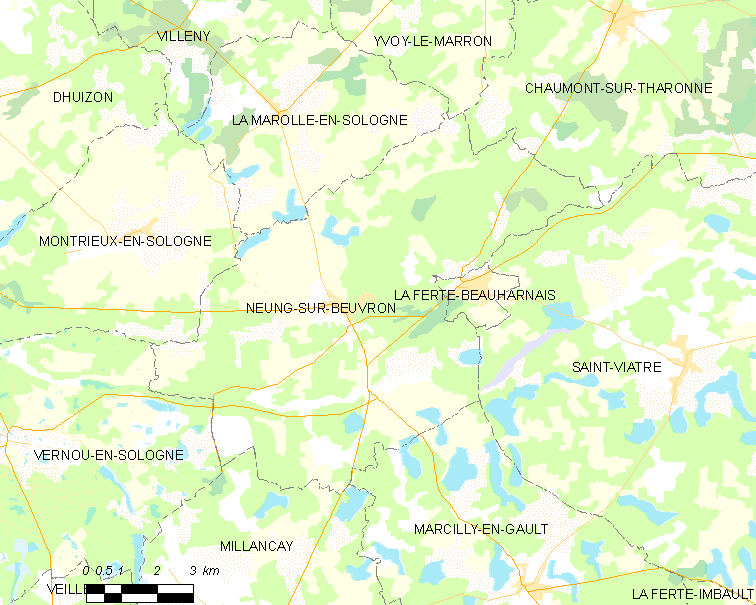
伯夫龙河畔讷安的OSM定位图

伯夫龙河畔讷安的时区为UTC+01:00、UTC+02:00（夏令时）。

## 行政
伯夫龙河畔讷安的邮政编码为41210，INSEE市镇编码为41159。

## 政治
伯夫龙河畔讷安所属的省级选区为尚博尔县。

## 人口

1962-2008年间伯夫龙河畔讷安人口变化图示

伯夫龙河畔讷安于2022年1月1日时的人口数量为1263人。